# Полоцкое восстание (1132)
Полоцкое восстание — восстание в Полоцке в 1132 году против власти Святополка Мстиславича.

## Предыстория
Ярополк Владимирович стал великим князем киевским в 1132 году после смерти старшего брата Мстислава. В момент вокняжения ему было уже 49 лет — преклонный по тем временам возраст. Под его прямым контролем находился только Киев с окрестностями. Смелый воин и способный полководец, Ярополк был слабым политиком, не сумевшим остановить распад государства на отдельные княжества.
Яблоком раздора стала родовая столица Мономаховичей — Переяславское княжество. По сложившейся практике на переяславский престол обычно садился старший в роду. После перехода Ярополка на стол в Киеве, согласно лествичному праву оно должно было достаться старшему после Ярополка среди потомков Мономаха — его младшему брату Вячеславу. Но, вероятно, по уговору с Мстиславом Великим Ярополк при переходе из Переяславля в Киев перевёл на своё место его сына Всеволода Мстиславича. Младшие Владимировичи Юрий и Андрей не без оснований увидели в этом шаге намерение Ярополка сделать Мстиславичей своими наследниками, и Юрий выгнал Всеволода из Переяславля. Ярополк попытался погасить конфликт и перевел в Переяславль из Полоцка другого сына Мстислава — Изяслава. В Полоцке князем стал Святополк Мстиславич.

## Ход событий
Полочане были не довольны тем,что Изяслав меняет их волость на другую. Узнав об этом,они закричали:«А! Изяслав бросает нас!». Далее началось восстание. Подробности восстания до нас не дошли. Закончилось оно тем, что полочане выгнали Святополка Мстиславича из своей земли. Возможно,это было сделано на вече, как в 1136 году в Новгороде. Также неизвестно, оказали ли восставшим сопротивление дружинники Святополка, но из результатов восстания можно сделать вывод, что даже если и оказали, то оно было неэффективным.
В результате восстания полочан пришлые князья — Ярославичи, их родственники и ставленники были изгнаны с Полоцкой земли. Было собрано вече. На нём решили вернуть из Византии потомков Всеслава Брячиславича. Из этих потомков во главе Полоцкого княжества стал Василько Святославич, и княжество обособилось от Киева.